# Zilvermuseum Sterckshof
Zilvermuseum Sterckshof was een museum gewijd aan edelsmeedkunst gevestigd in de Belgische Antwerpen dat in 2018 is opgegaan in museum DIVA. Als landelijk erkend museum profileerde Zilvermuseum Sterckshof zich als onderzoeks-, expertise- en promotiecentrum voor de edelsmeedkunst. Het was een van de vier musea onder de voogdij van de provincie Antwerpen, naast het Diamantmuseum, het Fotomuseum en het ModeMuseum.
Zilvermuseum Sterckshof ontving in 2007 als eerste museum ooit De Vuurslag, de kunsthistorische prijs van Art & Antiques Fair 's-Hertogenbosch. 

## Locatie
Het museum was tot mei 2014 gevestigd in het kasteel Sterckshof te Deurne (Antwerpen). Sinds 1 mei 2014 is het Zilvermuseum in het Sterckshof gesloten. De collectie is sinds 7 mei 2018 ondergebracht in het DIVA, het nieuwe museum voor juwelen, edelsmeedkunst en diamant, nabij de Grote Markt in Antwerpen

## Collectie
Het Sterckshof is een huis met vele kamers en ruimte voor zilver. De zilvercollectie bestreek de periode van de 16de eeuw tot heden en wordt thematisch gepresenteerd, waarbij zowel de techniek, de merken als de stijl en het gebruik van de voorwerpen in hun context worden belicht. Aan de hand van thematische of tijdsgebonden tentoonstellingen en publicaties vulde het museum de hiaten in de geschiedenis van de Belgische edelsmeedkunst op.

## Sterckshofopdracht
Vanaf 1996 gaf Zilvermuseum Sterckshof Provincie Antwerpen jaarlijks de opdracht aan een Belgisch edelsmid om een kunstwerk te maken voor de museumcollectie.
Met de jaarlijkse toekenning van de Sterckshofopdracht nam het Zilvermuseum een actieve rol op als stimulator van hedendaags zilver. Een van de basiscriteria was dat de edelsmeden een voor hun oeuvre representatief werk maakten en dat ze tegelijkertijd hun grenzen op artistiek en technisch vlak aftastten. De belangrijkste troeven voor de (doorgaans) jonge zilversmeden lagen in de opportuniteit om voor een aanzienlijk bedrag een representatief werk te vervaardigen. Dat het werk in een museumcollectie werd opgenomen, was net als de publieke aandacht via presentatie en publicatie een belangrijk surplus.

## Jaarlijkse activiteiten
Naast de twee thematentoonstellingen organiseerde het Zilvermuseum jaarlijks op 1 mei de Zilvermarkt en in oktober de Zilverzondag.

## Bibliotheek
De bibliotheek van Zilvermuseum Sterckshof had een unieke collectie met als zwaartepunt de Belgische edelsmeedkunst. Daarnaast is er een uitgebreide verzameling met betrekking tot toegepaste kunst, alsook beschrijvingen van kunstvoorwerpen, kunststijlen, informatie over kunstenaars, conservatie en restauratie, technieken en specifieke onderwerpen.